# Triangle d'émeraude
Ne doit pas être confondu avec Triangle d'émeraude (Asie du Sud-Est).

Le triangle d'émeraude formé par les comtés de Mendocino, de Humboldt et de Trinity, ici en vert.

Le triangle d'émeraude (en anglais : Emerald Triangle) est une région formée par les trois comtés de Mendocino, de Humboldt et de Trinity, dans le nord de la Californie.
Cette région est aussi parfois désignée Behind the Redwood Curtain (en français : Derrière le rideau de pins rouges), une allusion aux deux routes principales parcourant ces trois comtés (U.S. Route 101 et California State Highway 99), deux axes étroits, sinueux et bordés de pins rouges.
Le triangle d'émeraude est considéré comme une des principales régions productrices de cannabis aux États-Unis, même si elle est désormais éclipsée par certaines zones du sud de la Californie et de l'intérieur de l'État, notamment les comtés de Lake, Shasta, Tulare et Fresno. La majorité de la marijuana du Triangle était à l'origine cultivée à l'extérieur où les conditions climatiques et géologiques sont optimales, mais des opérations policières et une surveillance constante a conduit de nombreux producteurs à déplacer leurs plantations sous abris.
En 2001, le Centre national de renseignements sur la drogue du département de la Justice des États-Unis rapportait que « les forces de l'ordre dans certaines zones considèrent le cannabis comme une menace plus importante que la cocaïne en raison des ressources humaines qu'elle mobilise, et des problèmes de violence et financiers qu'elle entraîne ».
Les récoltes du triangle d'émeraude, optimisées au cours des années pendant lesquelles des variétés hybrides obtenues par greffe telles que le trainwreck ont été développées, sont particulièrement prisées des amateurs de cannabis.